# 俞緇
俞緇（1469年—？年），字子宜，江西饶州府鄱陽縣人，民籍。

## 生平
治《書經》，行十八，中式戊午科（1498年）江西鄉試第十三名舉人，曾任浙江奉化县学教谕，年四十歲中式正德三年（1508年）戊辰科會試第一百五十二名，第三甲第一百九名進士。授监察御史，五年巡按四川，七年三月升福建按察司佥事，丁忧归。十年闰四月服阕，復除广西佥事。十五年六月官员考察，以有疾致仕。

## 家族
曾祖俞暹。祖父俞武。父俞諒。母戴氏。具庆下，弟绳。